# Mihai Caranica
Mihai Caranica (n. 13 decembrie 1943, Deva - d. 9 septembrie 2023, București) a fost un sculptor român.

## Biografie
Mihai Caranica s-a născut la data de 13 decembrie 1943 în orașul Deva. Copilăria petrecută la Târgu-Jiu i-a dat posibilitatea să cunoască de timpuriu arta lui Constantin Brâncuși, care-i va influența opera.  A absolvit cursurile Școlii populare de artă din București și cele ale școlii de geologie a Institutului geologic București. A fost elevul sculptoriței Gabriela Manole-Adoc. Studiile sale în geologie i-au permis să posede cunoștințe aprofundate asupra rocilor alese, să le cunoască limbajul texturilor si structurilor lor. Primele sale  expozitii personale la Bucuresti și Cluj-Napoca au evidențiat sculptura sa de o deosebită sensibilitate, amintind formele curbe ale lui Brâncuși sau Arp. 
Mihai Caranica emigrează în Statele Unite în anul 1984.  În anul 2014 revine în România unde participă activ la expozițiile organizate de UAP sau de Galeria Institutului Geologic București.

„Sculptează în marmoră colorată și lustruită forme abstracte, elegante, amintind anatomia umană. Preferința pentru o morfologie bazată pe linii curbe trimite la sculptura lui  Hans Arp și Brâncuși“ 
(Ioana Vlasiu)(1)

„Formele sale sunt pietre care vorbesc parcă trezite dintr-un somn cosmic si forțate să se dezvăluie într-un vis, să se declare....sculptorul citește intimitatea minerală a pietrei și o mărturisește prin opera sa discretă și  subtilă. (Mircea Zaciu)(2)
„În sculptura lui Mihai Caranica se întrupează o poezie a liniștii, tălmăcită în armonia contururilor înscrise în spații, în echilibrul formelor pe care el le cuprinde în curbe prelungi și incă și mai semnificativ, în  culoarea pietrei care radiază o atmosferă de visare....Sculptorul a ajuns la o remarcabilă tehnică a tăierii pietrei, a netezirii suprafeței, astfel încît lucrările lui capătă o insușire care indeamnă, cîndva Brâncuși : o asemenea caldură, încît să simți nevoia să-i descoperi tactil formele. Expoziția lui Mihai Caranica relevă o artă de o certă sensibilitate, o artă a meditației poetice și a unei incontestabile științe de a inmlădi formele aspre și a le transforma în muzică“. (Dan Grigorescu)(3)

## Expoziții
Expoziții personale
- 1979  Casa de cultură „Friedrich Schiller“, București
- 1980 Galeria  UAP,  Cluj-Napoca
- 1981 Institutul de Arhitectură, București
- 1983 Raphael Gallery,  Frankfurt
- 1993 Consulatul României, New York
- 1993 Centrul Cultural Român, New York

Expozitii de grup
- 1976   Institutul de Arhitectură București
- 1983   International exibition of artists from Transilvania, Lugano Paradiso, H.Calypso
- 1988     Ariel Gallery New York
- 2006 si 2010  Rivaa Gallery Roosvelt Island Manhattan, New York
- 2008 si 2009  Rivaa Gallery, New York
- 2011    Deutsch – Rumänischer Space, Kultur Verein Goethe Museum, Düsseldorf
- 2011    Noho Gallery, American Society of Contemporary Artists
- 2012    American society of Contemporary Artists Berkley College Brooklin, New York
- 2013    ASCA Annual Exhibit the Highline Loft Chesley, New York
- 2015     Galeria Simeza,  București
- 2015     Galeria Brâncuși, București
- 2015, 2016, 2017   Salonul mic, București
- 2018  Universitatea de Arhitectură, București
- 2019   Teatrul Național,  București
- 2020   U-Art Gallery,  București
- 2021 Muzeul Țăranului,  București

## Galerie

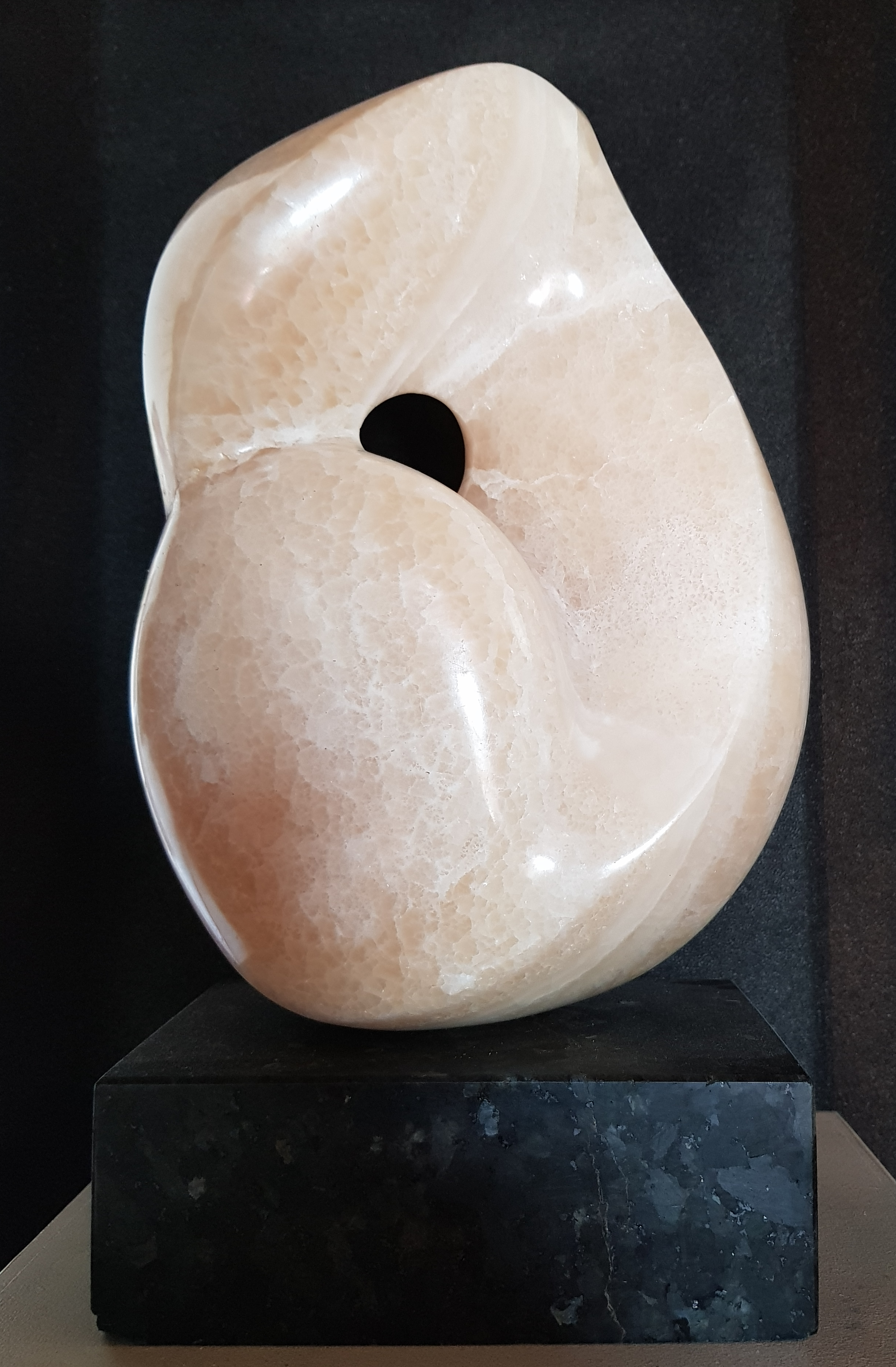
Eye
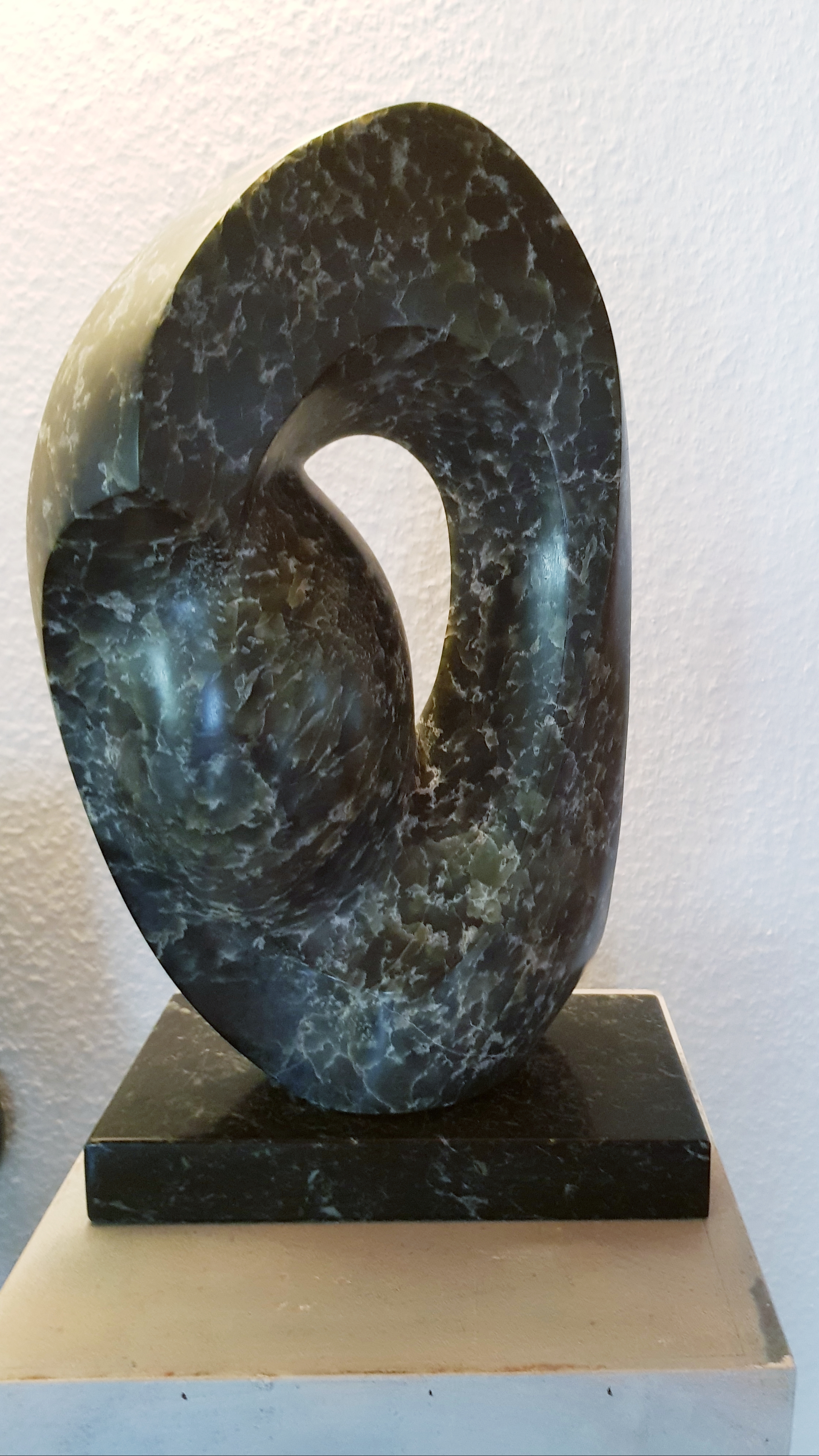
Flow
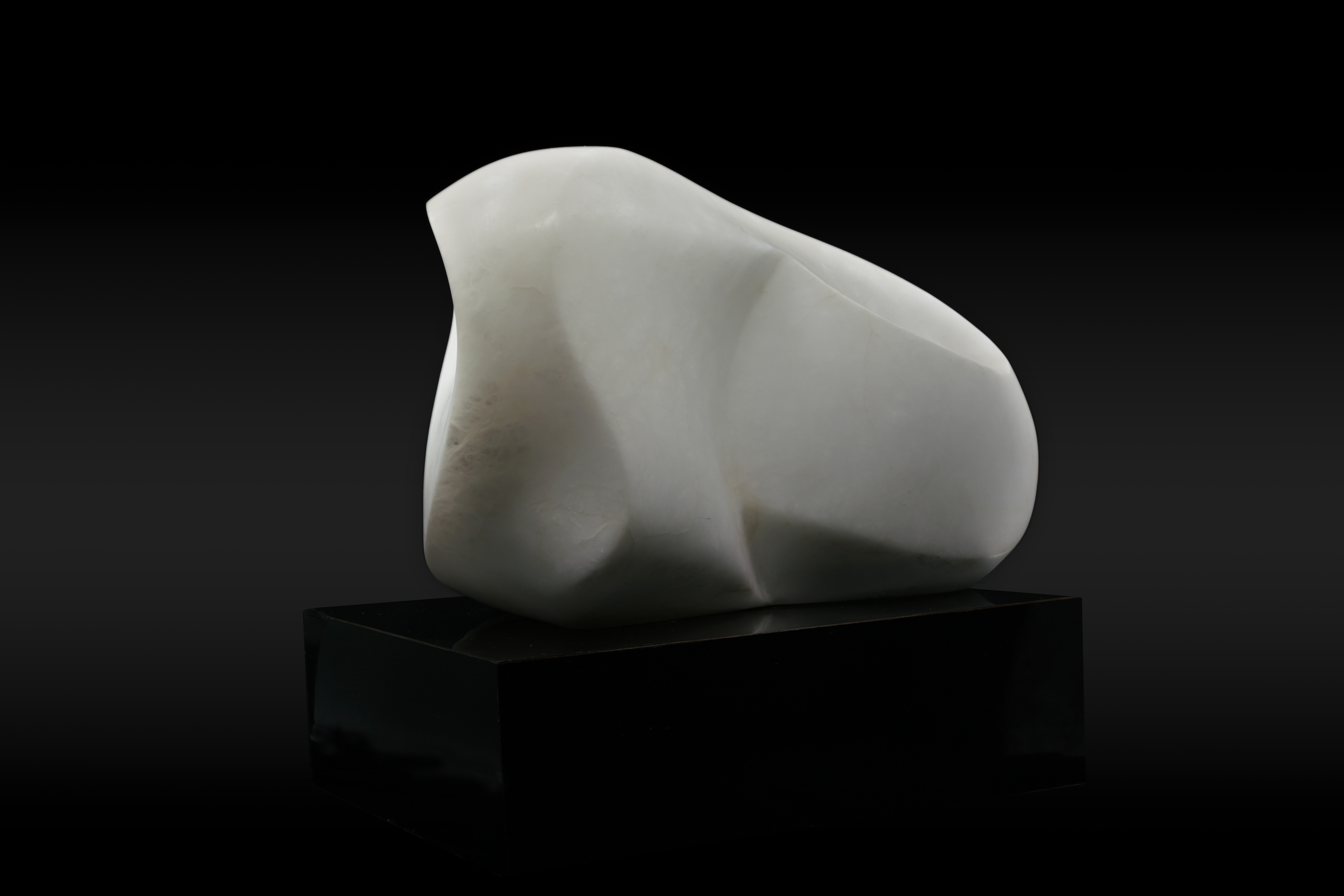
Sleep
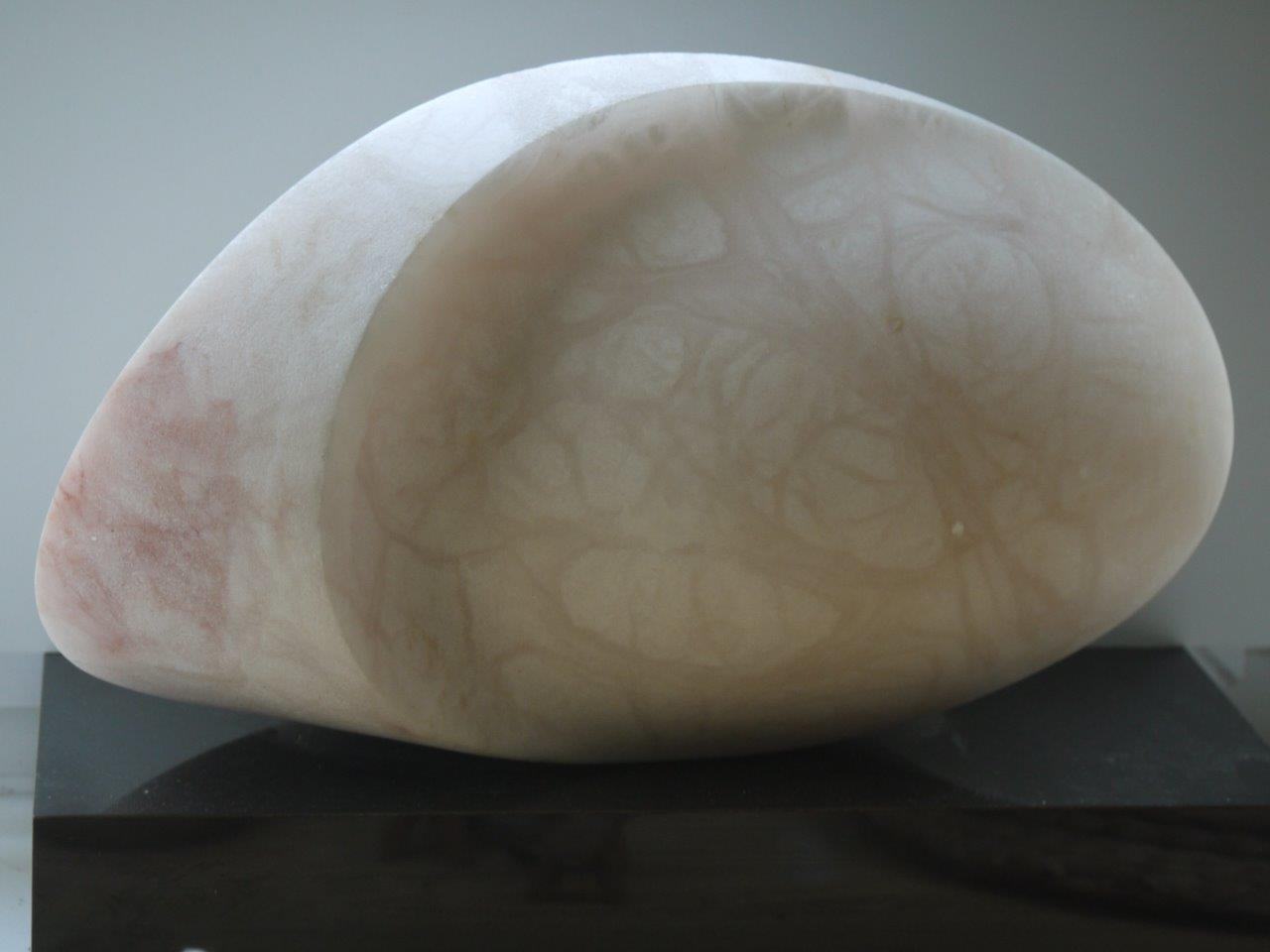
Shape